# Isak Jönsson
Isak Fredrik Jönsson (11 gennaio 1999) è un calciatore svedese, difensore dell'Egersund.

## Carriera

### Club
A livello giovanile, Jönsson ha vestito le maglie dello Skurups AIF e del BK Olympic. Ha esordito in Allsvenskan in data 18 agosto 2018, quando ha sostituito Lasse Nielsen nella sconfitta per 3-0 subita sul campo del Malmö FF. Il 26 ottobre ha segnato la prima rete nella massima divisione locale, nel 2-2 interno arrivato contro l'Elfsborg. La squadra è retrocessa in Superettan al termine di quella stessa annata.
In vista della stagione 2023, si è accordato con i faroesi del B36 Tórshavn. Il debutto nella Formuladeildin è arrivato in data 5 marzo, quando è stato titolare nel successo per 0-3 maturato sul campo del Víkingur Gøta. Il 12 aprile ha siglato il primo gol, nella vittoria per 3-2 sullo 07 Vestur.
Il 4 marzo 2024, Jönsson ha fatto ritorno in Norvegia: ha firmato un contratto annuale con il Västerås SK. Il 1º aprile ha quindi giocato il primo incontro con la nuova maglia, sostituendo Alex Douglas nella sconfitta per 1-0 in casa del AIK. Il 5 ottobre 2024 ha siglato la prima rete, nella sconfitta per 2-1 in casa del Mjällby.
Il 10 dicembre 2024 è stato ufficializzato il suo trasferimento ai norvegesi dell'Egersund, a partire dalla nuova stagione: ha firmato un contratto triennale.

## Statistiche

### Presenze e reti nei club
Statistiche aggiornate all'8 febbraio 2025.
| Stagione          | Club              | Campionato        | Campionato | Campionato | Coppe nazionali | Coppe nazionali | Coppe nazionali | Coppe continentali | Coppe continentali | Coppe continentali | Supercoppe | Supercoppe | Supercoppe | Totale | Totale |
| Stagione          | Club              | Comp              | Pres       | Reti       | Comp            | Pres            | Reti            | Comp               | Pres               | Reti               | Comp       | Pres       | Reti       | Pres   | Reti   |
| ----------------- | ----------------- | ----------------- | ---------- | ---------- | --------------- | --------------- | --------------- | ------------------ | ------------------ | ------------------ | ---------- | ---------- | ---------- | ------ | ------ |
| 2018              | Trelleborg        | A                 | 13         | 1          | CS              | 0               | 0               | -                  | -                  | -                  | -          | -          | -          | 13     | 1      |
| 2019              | Trelleborg        | S                 | 23         | 1          | CS              | 1               | 0               | -                  | -                  | -                  | -          | -          | -          | 24     | 1      |
| 2020              | Trelleborg        | S                 | 27+2       | 2+0        | CS              | 0               | 0               | -                  | -                  | -                  | -          | -          | -          | 29     | 2      |
| 2021              | Trelleborg        | S                 | 30         | 2          | CS              | 5               | 0               | -                  | -                  | -                  | -          | -          | -          | 35     | 2      |
| 2022              | Trelleborg        | S                 | 27         | 3          | CS              | 1               | 1               | -                  | -                  | -                  | -          | -          | -          | 28     | 4      |
| Totale Trelleborg | Totale Trelleborg | Totale Trelleborg | 120+2      | 9+0        |                 | 7               | 1               |                    | -                  | -                  |            | -          | -          | 129    | 10     |
| 2023              | B36 Tórshavn      | FD                | 25         | 1          | CF              | 2               | 0               | UECL               | 6                  | 0                  | -          | -          | -          | 33     | 1      |
| 2024              | Västerås SK       | A                 | 15         | 1          | CS              | 1               | 0               | -                  | -                  | -                  | -          | -          | -          | 16     | 1      |
| 2025              | Egersund          | 1D                | 0          | 0          | CN              | 0               | 0               | -                  | -                  | -                  | -          | -          | -          | 0      | 0      |
| Totale            | Totale            | Totale            | 160+2      | 11+1       |                 | 10              | 1               |                    | 6                  | 0                  |            | -          | -          | 178    | 13     |